# Roger Lee Hayden
Roger Hayden, também conhecido como Countryboy (Owensboro, 30 de maio de 1983) é um motociclista norte-americano. É irmão caçula de Tommy Hayden e do campeão mundial de MotoGP em 2006, Nicky Hayden.